# 执业护士
職業護士，又常被稱為專科護理師，是指接受过教育和培训，可以提供保健服务、急慢性病诊疗服务的高级执业注册护士（英語：Advanced practice registered nurse，缩写APRN）。国际护士理事会认为：“执业护士掌握了基础知识，拥有决策能力，所掌握的临床技能使其行医领域超出注册护士，而注册护士的从业范围要由他/她所获证书决定。”

## 概况
通过了解病人既往史、进行体格检查和下医嘱（预约诊断性检查和制定治疗措施），执业护士有能力处理急慢性的生理和心理疾病。在从业范围内，执业护士有资格诊断疾病、下医嘱、采取进一步措施、开药，针对许多不同急慢性疾病作出转诊决定。除了学习实践护理学知识和技能外，他们也学习医学，并进行诊疗。
在美国，根据所在州的不同，执业护士可能需要在医师监督下行医，也可能不需要。考虑到初级护理医师/内科医生数量不足，许多州正在废除“合作行医”协议，这样的话执业护士就可以独立行医。执业护士—特别是在初级护理/内科领域的护师—满足了医疗保健服务的需求，他们和很多人一起工作以期取得对病人的最好治疗效果，这些人包括：医生、内/外科专家、药师、理疗师、社工、职业理疗师和其他的医疗专业人员。
病人的初级医疗护理可以由执业护士提供；根据所学专业，执业护士也可以诊治不同年龄段的病人。接受了水平相当的教育、拥有经验，执业护士可以在一些领域有所专长，例如：心脏病、皮肤病、肿瘤、疼痛管理、外科、妇科等。和所有医疗护理行业类似的是，执业护士这一角色的核心理念是个体化护理，关注病人的健康问题和疾病对病人及其家庭的影响。执业护士倾向于对护理病人进行全盘分析，重点放在健康促进、病人教育/咨询及疾病预防。执业护士主要分为以下几类：成人护师（ANP）、急症护理护师（ACNP）、老年人护师（GNP）、家庭护师（FNP）、小儿护师（PNP）、新生儿护师（NNP）和精神-心理健康护师（PMHNP）。最近还新形成了一类：成人-老年人初级护理护师（AGPCNP）。
除了提供医疗保健服务，执业护士还从事科研、教学，对患者的宣传，在地方、州、全国的医疗保健制度发展起到了重要的作用。

## 历史
20世纪中期，执业护士在美国就开始成型。20世纪40年代有了麻醉护士和助产士，之后在1954年出现了精神护理。在20世纪60年代，因为缺少临床医生，就形成了现在的执业护士。对执业护士的首次正式培训是由内科医生亨利·西尔韦和护士洛雷塔·福特在1965年创立的，他们希望以此帮助平衡日益上涨的医保费用，增加医疗保健人员数目，纠正低效的医疗资源配置。

## 执业范围

### 美国
在美国，因为这一职业由州一级进行监管，所以执业护士所提供的护理各州有所不同，并且同时受限于他们所受教育和所获证书。一些执业护士力图脱离医生独立工作，而在有些州他们需要签署和医生的合作协议才能行医。在那些行医需要认证许可的州，这一合作协议的范围、护师的作用、责任、义务、护理措施、药物推荐的范围等也差别很大。
执业护士的作用包括以下几个方面：
- 诊断、治疗、评估和管理急慢性疾病
- 获取病人病史，进行体格检查
- 预约和进行诊断学研究（例如：实验室检查、X光片和心电图）
- 要求为病人进行物理治疗、职能治疗和其他康复治疗
- 为急慢性病开药（处方权范围各州规定有差别）
- 提供产前护理和计划生育服务
- 提供儿童保健，包括筛查和免疫接种
- 为成人包括提供初级和专业护理服务、保健护理，包括年度体检
- 为重症的和需要急救护理的病人和长期护理机构提供护理服务
- 进行或协助小手术、小操作（例如：皮肤活组织检查，缝合，铸模等）
- 与职业治疗师和其他卫生保健人员一起协同工作，指导教育病人学习健康行为、自我护理和选择治疗措施。

## 资格认证

### 美国
在美国，想成为一名执业护士，首先需要获得一个护理学学士学位或其它专业本科学位，获得注册护士许可证，有作为全科注册护士的从业经历，然后必须获得官方认可的硕士（护理学）或博士（执业护士）学位。执业护士的标准课程包括：流行病学，养生保健，高级病理生理学，体格评估和诊断推理，高级药理学，实验室/影像学诊断，统计学和研究方法，卫生政策，角色发展和领导力，急慢性疾病管理（例如：成人、儿童、妇科，老年医学等），还有临床轮转，根据学位和服务人群不同而有变化。执业护士博士项目增加了一些高阶课程：生物统计学，研究方法，临床转归评估，特殊人群护理，组织管理，信息学，医疗保健政策和经济学。执业护士博士（DNP）项目也要求完成一个研究课题/住院实习。一些执业护士和其他高级执业注册护士一样，可能会选择攻读博士学位作为最终学位。护理学博士学位注重科研和教育，而执业护士博士学位更注重临床实践。
现在开始要求所有高级执业注册护士（包括执业护士、麻醉护士、助产士）都必须获得执业护士博士学位才能从业。那些只有护理学硕士学位但目前在从事高级执业注册护士工作的人可以不受此约束。在这一预期变化下，许多大学已经开始逐步淘汰护理学硕士项目，设计了一些BSN-DNP（护理学学士-执业护士博士）项目。执业护士可以选择完成硕士住院医培训或做研究员。这些项目多数注重初级护理，但也存在专业化的项目（例如：急症护理、急救医学、心脏病学、普外等）。
在完成所需教育后，执业护士必须通过国家护士委员会认证考试，这一考试是针对特定目标人群的，包括急症护理、家庭医学、女性健康、儿科、成人-老年医学、新生儿或者心理-精神健康，和受试者所获学位专业类型一致。获得委员会认证后，执业护士还必须申请由州或联邦颁发的证书（例如：高级执业注册护士（APRN）执照，处方权，禁药取缔机构注册号（此注册号允许他们开禁药处方，也用于追踪禁药）等等）。执业护士必须获得一定量的继续医学教育学分、达到一定量的临床实践时间以保持证书和执照有效。执业护士通过国家护士委员会授予执照。

### 澳大利亚
在澳大利亚，执业护士需由业者注册协会登记注册。澳大利亚的专业机构是澳大利亚执业护士学院（英語：Australian College of Nurse Practitioners）。

### 法国
在法国，首个执业护士本科学位将于2015年9月在巴黎第七大学开设，涉及精神病与精神卫生护理。

### 台湾
中華民國之行政院衛生署（今衛生福利部）於2004年公布〈專科護理師分科及甄審辦法〉，正式訂定執業護士之資格，其職稱為專科護理師，包含內科、外科兩種分科。

### 其它国家
全世界50多个国家都有执业护士，虽然他们所持文凭有差别，但多数国家要求执业护士至少有一个硕士学位。
从2013年11月起，以色列已承认了执业护士的合法性，这项法律在2013年11月21日通过。但是在早些时候，以色列卫生部已经毕业了2个执业护士班，一个是临终关怀，一个是老年医学。通过这项法律是为了适应在特定医疗保健领域医生数量的日渐不足。全世界都是这种趋势。

## 薪水
执业护士的薪水取决于领域、工作地点、经验，受教育程度，以及公司的规模。
目前，美国执业护士年平均收入为96255美元。

## 需求

### 美国
美国对执业护士的需求与日俱增。预计在未来十年，对注册护士和执业护士的需求会大大增加。这一需求的增加主要是由于科技进步，因为科技进步带来了更好的医疗保健，为许多健康问题提供了更多样的解决办法，而且也使人预期寿命延长；因此更多病人活得更久了，也生活得更积极乐观。
因为患者保护与平价医疗法案（PPACA）的通过，人们预计对执业护士的需求量还会增加。
预计在病人不需要过夜的门诊中心，执业护士的需求量增加会更快。而且，有些医疗操作以前只能在医院进行，现在在医生办公室就可以，这主要是因为高新技术的普及及便捷使用。但是人们预计在那些收治的患有慢性疾病病人（如痴呆，或需要大量康复治疗的脑外伤）的地方，执业护士的需求量应该最大。
因为患者保护与平价医疗法案的出台，很多医院和医疗机构不得不重新考虑对护师和医疗人员的需求。这主要是因为这一新法案使数以百万计的人们现在有了机会获得医疗救助，正因为需要医疗救助的人们增加了这么多，所以对医疗人员的需求也增加了。在新法案和婴儿潮一代老年化的共同作用下，对医疗人员特别是执业护士的需求有望大大增加。根据发布在美国医疗新闻的一项调查结果，预计到2025年，执业护士的岗位数量会高达198,000，而2008年时只有86000。虽然这些数据有人怀疑，但却获得了许多调查和著名医学专家的支持。由于对执业护士需求量极大，他们有望获得更多“自治权”，意思是他们将可以像医生一样，充当传统初级治疗的角色。例如：他们可以在没有医生监督时开药。多个州正在通过允许执业护士独立行医的法律，美国护士协会的泰·科潘那思说：“目前有12个州在积极立法，以求充分利用执业护士所受的最高教育来满足病人的护理需求。”许多护士和医疗行业领导者都在倡导推翻执业护士行医需要医师监管的法案。